# سعید نورمحمدی
سعید نورمحمدی سیاستمدار اصلاح طلب و سخنگو و عضو شورای مرکزی حزب ندای ایرانیان است.
نورمحمدی فعالیت سیاسی خود را از شاخه جوانان جبهه مشارکت ایران اسلامی آغاز کرد و با دعوت سید محمد خاتمی به جمع مشاورانش بیشتر مطرح شد. 
به دنبال اختلافات نسلی در جبهه مشارکتِ پس از انحلال، نورمحمدی به همراه جوانان منتقد به عملکرد نسل اولی های اصلاح طلب حزب ندای ایرانیان را تاسیس کردند. در این مسیر سیدمحمد صادق خرازی نیز با آنها همراه شد. 
در انتخابات ریاست جمهوری سال ۱۴۰۰ که حزب ندای ایرانیان به همراه حزب کارگزاران از کاندیداتوری عبدالناصر همتی در مقابل ابراهیم رئیسی حمایت می کردند، نورمحمدی معاون استانهای ستاد انتخاباتی همتی بود.

## فعالیت‌ها
سال 81 وقتی که سعید نورمحمدی با وجود 17 سال سن با حمایت مجید فراهانی رئیس شاخه جوانان جبهه مشارکت و دبیرکل فعلی  حزب ندای ایرانیان   حکم دبیری این شاخه را دریافت کرد راه برای فعالیت‌های بعدی وی باز شد. چند سال بعد در سال ۱۳۸۷ او از حامیان جدی خاتمی و مؤثرترین جوانان در حزب مشارکت به‌شمار می‌آمد. او سعی کرد با تشکیل جلسات مختلف با عنوان «چرا خاتمی؟» او را برای حضور در انتخابات ترغیب کند. 
پس از انتخابات 92 و به دنبال اختلافات برخی از جوانان مشارکت با این حزب به همراهی مجید فراهانی، سید شهاب الدین طباطبایی و رضا شریفی سه تن از رؤسای ادوار جوانان مشارکت و تعدادی از رؤسای شاخه‌های استانی جوانان مشارکت،  حزب ندای ایرانیان را پایه‌گذاری کرد. در این راه جوانان بخشی از جوانان مجاهدین انقلاب اسلامی و حزب اسلامی کار به جوانان سابق مشارکت ملحق شدند.

پیش از انتخابات 88 در انتخابات شوراهای شهر سوم وی دبیر ستاد جوانان ائتلاف اصلاح طلبان شهر تهران که ریاستش با زهرا اشراقی بود شد. در انتخابات مجلس هشتم نیز از سوی اشراقی که رئیس ستاد جوانان ائتلاف اصلاح طلبان در کل کشور بود به عنوان رئیس کمیته استان‌های این ستاد منصوب شد. 

یکی از مهم‌ترین فعالیت‌های او حضور در تیم اجرایی 5 نفره برنامه زنجیره انسانی در 18 خرداد 1388 بود. در این روز علاوه بر زنجیره انسانی راه اهن تا تجریش در بیش از یکصد شهر دیگر این زنجیره تشکیل شد. نورمحمدی مسئول برگزاری و هماهنگی زنجیره‌های انسانی در سایر شهرها بود.

در سال 86 و پیش از انتخابات مجلس هشتم در اوج اختلافات جبهه مشارکت و حزب اعتماد ملی و در واکنش به اعلام سرلیستی سید محمد خاتمی در انتخابات مجلس تهران از سوی اعتمادملی، وی در یک مصاحبه جنجالی پیشنهاد سرلیستی مهدی کروبی دبیرکل حزب اعتماد ملی را از شهر الیگودرز زادگاه وی داد. این اظهارنظر باعث تیره تر شدن روابط بین دو حزب شد. رسول منتجب نیا قائم مقام حزب اعتماد ملی و فاطمه کروبی به این اظهارنظر واکنش نشان دادند. گرامی مقدم سخنگوی اعتمادملی نیز نامه‌ای اعتراضی و سرگشاده به محسن میردامادی دبیرکل جبهه مشارکت نوشت و و به این حزب شدیداً اعتراض نمود. در واکنش به علنی شدن این نامه جبهه مشارکت نیز از گذاشتن گرامی مقدم در لیست ائتلاف اصلاح طلبان خودداری کرد.

## بازداشت
نورمحمدی پس از رویدادهای پس از اعلام نتایج انتخابات ریاست جمهوری سال ۱۳۸۸ مدتی در بازداشت بود.